# Get Sprouts
Get Sprouts is een compilatiealbum met muziek van Belgische bands dat in 1980 werd samengesteld door Marcel Vanthilt en Gust De Coster, toen beide actief in de wereld van de vrije radio. Zij stelden een compilatie samen van werk van vijftien jonge Belgische punk-, postpunk- en newwavegroepen. De plaat was een geschenk voor jongeren die een spaarrekening openden bij de bank ASLK. Het met zeer positieve meningen ontvangen album werd snel een groot succes en betekende voor heel wat bands de doorbraak bij het grote publiek. Groepen als The Kids, De Kreuners, T.C. Matic, The Machines en Jo Lemaire zouden de volgende jaren nog vele hits scoren. Samen met Humo's Rock Rally wordt deze lp dan ook weleens gezien als het begin van de Belpop (een term die overigens door samensteller Gust De Coster gelanceerd werd). Tegenwoordig geldt het als een verzamelobject.

## Tracklist
1. The Kids - There Will Be No Next Time - 2:50
2. De Kreuners - Doe de Kreun - 2:47
3. Specimen & The Rizikoos – Storingen- 3:28
4. Toy - Last Chance - 3:33
5. The Employees - Popstar - 3:11
6. Rick Tubbax & The Taxi's - Bojangle Plays Tonight - 2:40
7. Klang - Family Life - 3:43
8. Ivy & The Teachers - Candy - 3:31
9. Jo Lemaire + Flouze - Hurry Up Washing Up - 3:34
10. The Machines - The Hustle - 3:08
11. Once More - Jears and Fears 2 - 3:17
12. Lavvi Ebbel - No Place to Go - 5:12
13. T.C. Matic - Bazooka Joe - 3:24
14. The Plant - Plantdesign - 3:40
15. Telex - Moskow Diskow - 4:14

## Over de bands
Voor veel bands betekende hun deelname aan Get Sprouts de grote doorbraak. Telex, Rick Tubbax & The Taxi's, Specimen & The Rizikoos, The Kids, Jo Lemaire + Flouze, Toy en Once More (later Luna Twist) hadden al eerder werk op plaat uitgebracht, de anderen debuteerden op dit album. Drie nummers op de lp waren in 1979 al op plaat verschenen, de rest was nieuw werk. 
Get Sprouts zorgde mee voor de doorbraak van de Belpop, een beweging waartoe ook groepen als Scooter, Machiavel, The Bet en 2 Belgen gerekend worden. De verzamelplaat kwam in veel Vlaamse huiskamers terecht, wat de populariteit van de deelnemende groepen ten goede kwam. De meeste van de groepen die aan de plaat meewerkten, zouden later nog één of meerdere hits hebben. Sommigen onder hen, zoals The Kids en Jo Lemaire, zijn zelfs nog steeds actief in de muziekwereld.
Niet alle bands kenden echter een succesverhaal na Get Sprouts. Toy scoorde na dit album nog één hit, Suspicion, maar bleef relatief onbekend. Van Klang bestaan twee langspeelplaten, maar ook zij slaagden er niet in breed door te breken. Ook Ivy & the Teachers en The Plant (eigenlijk een deel van de punkgroep De Kommeniste) hielden op met bestaan na één langspeelplaat.